# Victor Renou
Victor Renou est un homme politique français né le 30 décembre 1845 dans l'ancienne commune des Batignolles-Monceau et décédé le 18 août 1904 à Paris.

## Biographie
Tailleur de pierre, opposant à l'Empire, il participe à la Commune de Paris, ce qui lui vaut d'être déporté. En 1891, il fonde avec Jean Allemane le Parti ouvrier socialiste révolutionnaire. Il est conseiller général de Clichy (Seine) de 1893 à 1896 et député de la Seine de 1896 à 1902, siégeant sur les bancs socialistes.

## Sources
1. ↑  Archives en ligne de Paris, actes de l'état civil reconstitué, cote 5Mi1 588, vues 7-9/50

- « Victor Renou », dans le Dictionnaire des parlementaires français (1889-1940), sous la direction de Jean Jolly, PUF, 1960 [détail de l’édition]